# NK Istra 1961
NK Istra 1961 is een Kroatische voetbalclub uit Pula in de provincie Istrië.

## Geschiedenis
De club werd in 1948 opgericht als NK Uljanik en fuseerde in 1961 met NK Pula en werd zo NK Istra Pula. In 1966 werd de fusie herroepen en veranderde naam in K Uljanik . In 2003 veranderde de clubnaam in NK Pula 1856 omdat in 1856 Pula de haven van het wapenarsenaal van het Oostenrijks-Hongaarse Keizerrijk werd.
In 2005 aangenomen veranderde de club opnieuw van naam en werd NK Pula Staro Češko. Staro Češko is een biermerk en de hoofdsponsor van de club is sinds 2005 brouwerij Daruvarska. Vanaf 2006/07 werd het weer NK Pula 1856.
Na enkele keren op en af te gaan tussen de 2de en 3de klasse werd de club kampioen van de 3de klasse in 2001 de volgende 2 seizoenen werd Pula vicekampioen in 2de maar kon niet promoveren via de barragewedstrijden. In 2003/04 werd de club kampioen en promoveerde rechtstreeks. Daar speelde de club tot 2007 toen het in de eindronde verloor van NK Zadar en degradeerde. In de zomer van 2007 werd de naam nogmaals gewijzigd, dit keer in NK Istra 1961. In 2009 werd de club kampioen en promoveerde terug naar de hoogste klasse. In mei 2015 werd de Amerikaan Michael Glover de nieuwe eigenaar van de Kroatische voetbalclub. De Rus Mikhail Shcheglov, die het grootste deel van de aandelen in handen had, verkocht deze aan Glover.

## Naamsveranderingen
- 1948: oprichting NK Uljanik
- 1961: fusie NK Pula en NK Istra Pula
- 1966: herroeping fusie → NK Uljanik
- 2003: NK Pula 1856
- 2005: Pula Staro Cesko
- 2006: NK Pula
- 2007: NK Istra 1961

## Eindklasseringen vanaf 1992
| Seizoen | Competitie  | Niveau | Eindstand | Beker        | Opmerking                                                            |
| ------- | ----------- | ------ | --------- | ------------ | -------------------------------------------------------------------- |
| 1992    | 3. HNL-West | III    | 3         | --           |                                                                      |
| 1992/93 | 3. HNL-West | III    | 1         | 1e ronde     |                                                                      |
| 1993/94 | 2. HNL-Zuid | II     | 14        | --           |                                                                      |
| 1994/95 | 2. HNL-West | II     | 13        | --           |                                                                      |
| 1995/96 | 2. HNL-West | II     | 5         | --           |                                                                      |
| 1996/97 | 2. HNL-West | II     | 3         | --           |                                                                      |
| 1997/98 | 2. HNL-West | II     | 6         | --           |                                                                      |
| 1998/99 | 3. HNL-West | III    | 3         | --           |                                                                      |
| 1999/00 | 3. HNL-West | III    | 3         | 1e ronde     |                                                                      |
| 2000/01 | 3. HNL-West | III    | 1         |              |                                                                      |
| 2001/02 | 2. HNL-Zuid | II     | 2         | voorronde    |                                                                      |
| 2002/03 | 2. HNL-Zuid | II     | 2         | Finale       | < HNK Hajduk Split, 0-1/0-4; 2e in voorronde groep Zuid              |
| 2003/04 | 2. HNL-Zuid | II     | 1         | kwartfinale  | promotie play-off > NK Međimurje Čakovec: 0-2 (U) / 2-0 (5-4 ns) (T) |
| 2004/05 | 1. HNL      | I      | 10        | kwartfinale  |                                                                      |
| 2005/06 | 1. HNL      | I      | 7         | 1e ronde     |                                                                      |
| 2006/07 | 1. HNL      | I      | 11        | 1e ronde     | pd-wedstrijden > NK Zadar: 0-3 (U) / 2-3 (T)                         |
| 2007/08 | 2. HNL      | II     | 3         | 1e ronde     |                                                                      |
| 2008/09 | 2. HNL      | II     | 1         | 1e ronde     |                                                                      |
| 2009/10 | 1. HNL      | I      | 11        | 8e finale    |                                                                      |
| 2010/11 | 1. HNL      | I      | 15        | kwartfinale  |                                                                      |
| 2011/12 | 1. HNL      | I      | 9         | kwartfinale  |                                                                      |
| 2012/13 | 1. HNL      | I      | 6         | 8e finale    |                                                                      |
| 2013/14 | 1. HNL      | I      | 6         | halve finale |                                                                      |
| 2014/15 | 1. HNL      | I      | 9         | kwartfinale  |                                                                      |
| 2015/16 | 1. HNL      | I      | 9         | 8e finale    | pd-wedstrijd > HNK Šibenik: 1-1 (U) / 1-1 (5-4 ns) (T)               |
| 2016/17 | 1. HNL      | I      | 6         | 8e finale    |                                                                      |
| 2017/18 | 1. HNL      | I      | 9         | kwartfinale  | pd-wedstrijden > NK Varaždin (2012): 3-1 (T) / 0-1 (U)               |
| 2018/19 | 1. HNL      | I      | 9         | 8e finale    | pd-wedstrijden > HNK Šibenik: 1-1 (U) / 2-0 (T)                      |
| 2019/20 | 1. HNL      | I      | 9         | 8e finale    | pd-wedstrijden > Orijent 1919: 3-0 (U) / 0-1 (T)                     |
| 2020/21 | 1. HNL      | I      | 9         | Finalist     | < GNK Dinamo Zagreb: 3-6                                             |
| 2021/22 | 1. HNL      | I      | 9         | kwartfinale  |                                                                      |
| 2022/23 | 1. HNL      | I      | 5         | 8e finale    |                                                                      |
| 2023/24 | 1. HNL      | I      | 8         | 8e finale    |                                                                      |
| 2024/25 | 1. HNL      | I      | 6         | halve finale |                                                                      |
| 2025/26 | 1. HNL      | I      | .         |              |                                                                      |

## Bekende (oud-)spelers
- Hassane Bandé
- Andréa Mbuyi-Mutombo
- Marjan Marković
- Franco Zennaro

## Bekende (oud-)trainers
- Gonzalo García García

Gorica · 
Istra 1961 · 
Osijek · 
Rijeka · 
Slaven Belupo · 
Hajduk Split · 
NK Varaždin · 
Vukovar ·
Dinamo Zagreb ·
Lokomotiva Zagreb